# Joe Puma
Joseph J. „Joe“ Puma (* 13. August 1927 in der Bronx, New York City; † 31. Mai 2000 ebenda) war ein US-amerikanischer Jazzgitarrist des Swing und Modern Jazz.

## Leben und Wirken
Joe Puma ist der Sohn eines Gitarren- und Mandolinenbauers. Als Gitarrist ist er gleichwohl Autodidakt; er war zunächst von Django Reinhardt beeinflusst. Er trat 1947 der Musikergewerkschaft bei und spielte in verschiedenen Bands, 1953 mit Joe Roland, dann mit Louie Bellson, Don Elliott, Artie Shaw und Les Elgart. 1954/55 begleitete er Peggy Lee, 1956/57 arbeitete er im Umfeld von Herbie Mann und machte Aufnahmen mit dem Whitey Mitchell Sextet, mit Mat Matthews, Vinnie Burke und Ralph Sharon. Außerdem begleitete er mit Herbie Mann die Sängerin Chris Connor. 1957 entstanden zwei Alben unter eigener Regie, unter anderen mit Steve Lacy, Oscar Pettiford und Bill Evans. 1958 arbeitete Puma bei Lee Konitz und spielte im Trio von Dick Hyman.
In den 1960er Jahren arbeitete er vor allem als Instrumentalist und musikalischer Leiter von Tourneeorchestern, unter anderen für seine Frau, die Sängerin Molly Lyons, aber auch für Fran Jeffries und Morgana King. Seit 1974 spielte er in einem erfolgreichen Duo mit dem Gitarristen Chuck Wayne, arbeitete aber auch mit Al Cohn und mit Jimmy Raney. Mitte der 1980er Jahre hatte er ein Trio mit Hod O’Brien und Red Mitchell. In den späten 1990er Jahren begleitete Puma die Sängerin Gail Wynters und spielte mit Warren Vaché und Peter Ind; 1997 entstand noch ein Trioalbum mit dem Bassisten Murray Wall und dem Schlagzeuger Eddie Locke.
Das Titelstück seines Albums Like Tweet (1961) wurde im Soundtrack des Films Good Morning, Vietnam verwendet. Aufgrund seiner starken Konzentration auf die Studioarbeit hat sein „Jazztalent nie die internationale Anerkennung erhalten, die es verdiente“.

## Diskographische Hinweise
Alben unter eigenem Namen
- 1957: Wild Kitten (Dawn) mit Steve Lacy, Herbie Mann, Oscar Pettiford
- 1957: Joe Puma Quartet & Trio – Jazz (Jubilee/Fresh Sound Records) Trio mit Eddie Costa und Pettiford, Quartett mit Bill Evans, Oscar Pettiford und Paul Motian
- 1984: Shining Hour (Reservoir) mit Hod O’Brien und Red Mitchell
- 1997: It's a Blue World (Sundazed) mit Murray Wall und Eddie Locke

Alben als Sideman (Auswahl)
- Chris Connor: Chris Connor Sings the George Gershwin Almanac of Songs (Atlantic, 1957)
- Herbie Mann: With Sam Most Quintet, Herbie Mann Plays (Bethlehem, 1955),
- Herbie Mann: Sultry Serenade (OJC, 1957); Flute Soufflé (OJC, 1957)
- Warren Vaché: What Is There To Say? (Nagel-Heyer, 1999)
- Gail Wynters: My Shining Hour (Naxos, 1998)
- Helen Merrill: Chasin' The Bird (Emarcy, 1979)